# Claude Mantoulan
Pas d'image ? Cliquez ici

a Compétitions nationales et continentales officielles uniquement.

b Matchs officiels uniquement.
Claude Mantoulan dit La Mantoule, né le 5 mars 1936 à Pau et décédé le 9 novembre 1983 à Perpignan, est un joueur de rugby à XV et de rugby à XIII évoluant au poste de demi d'ouverture en XV et de demi d'ouverture, de centre ou d'arrière en XIII. 
Mantoulan était réputé pour ses qualités offensives.

## Biographie

### Débuts au Gan Olympique
Mantoulan découvre le rugby au Gan Olympique en école de rugby.

### Section Paloise
Agé de 19 ans, il débute en équipe première à la Section paloise en 1955 aux côtés d'Henri Marracq, Jean-Pierre Saux et de Jean Piqué.
Avec le club sectionniste, il prend part à la finale du Challenge Yves du Manoir en 1959. 
Militaire, Mantoulan intègre l'équipe de France militaire en 1958.
Mantoulan participe également, aux côtés de Lucien Mias, Jean Barthe et André Boniface, au Tournoi des Cinq Nations en 1959 avec l'équipe de France qu'il remporte. Il devient le 487e international du rugby français.
Mantoulan doit cependant déclarer forfait pour la Tournée de l'équipe de France de rugby à XV en 1958.
Le capitaine emblématique François Moncla déclare que c'est l'un des joueurs les plus talentueux avec lequel il a pu jouer.
Alors qu'il avait obtenu sa première sélection en équipe de France, il opta pour le rugby à XIII.

### Rugby à XIII
Mantoulan devient le second joueur le plus capé en équipe de France de rugby à XIII, derrière Gilbert Benausse.
En 1959, à l'âge de 23 ans, il fait partie des grands noms du rugby à XV rejoignant le rugby à XIII en signant pour le club de Roanne de Claudius Devernois aux côtés d'Aldo Quaglio et Barthe. Il remporte en club de nombreux titres sous les couleurs de Roanne, de Saint-Gaudens et du club de Perpignan le XIII Catalan, avec deux titres de Championnat de France en 1960 et 1969 ainsi que deux titres de Coupe de France en 1962 et 1969. Il côtoie également l'équipe de France et compte plus de quarante sélections et une participation à la Coupe du monde 1960.
Il clôt sa carrière en revenant au rugby à XV au cours de la saison 1972 et en s'engageant à l'USA Perpignan avec Jean Capdouze et Jacques Cabero créant une polémique entre les deux fédérations de rugby en France, toutefois l'International Rugby Board leur interdit de jouer dans le Championnat de France de rugby à XV en raison de leur passé treiziste. Après sa carrière, il devient entraîneur, en prenant en main les lignes arrières de l'USA Perpignan.

Titulaire au poste d'arrière en début d'année 1968 en équipe de France, Mantoulan se blesse sérieusement lui l'amenant à ne pas être retenu pour la Coupe du monde 1968, compétition à laquelle la France termine finaliste.

### Décès
Il meurt d'un crise cardiaque le 9 novembre 1983 à Perpignan à 47 ans.

## Palmarès

### Rugby à XV
- Collectif :
  - Vainqueur du Tournoi des Cinq Nations : 1959 (France).
  - Finaliste du Challenge Yves du Manoir : 1959 (Pau).

#### Détails en sélection de rugby à XV
| 1. | 18 avril 1959 | Irlande | 5-9 | Cinq Nations | Demi d'ouverture | - | - | - | - |

#### Tournoi
| Édition           | Rang | Résultats France | Résultats C. Mantoulan | Matchs J. Mantoulan |
| ----------------- | ---- | ---------------- | ---------------------- | ------------------- |
| Cinq nations 1959 | 1    | 2 v, 1 n, 1 d    | 0 v, 0 n, 0 d          | 1/4                 |

Légende : v = victoire ; n = match nul ; d = défaite ; la ligne est en gras quand il y a grand chelem.

### Rugby à XIII
- Collectif
  - Vainqueur du Championnat de France : 1960 (Roanne) et 1969 (XIII Catalan).
  - Vainqueur de la Coupe de France : 1962 (Roanne) et 1969 (XIII Catalan).
  - Finaliste du Championnat de France : 1961 (Roanne), 1963 (Saint-Gaudens) et 1970 (XIII Catalan).
  - Finaliste de la Coupe de France :  1967 (XIII Catalan).

#### Détails en sélection de rugby à XIII
| 1.  | 20 décembre 1959  | Australie        | 2-17  | Test-match     | Arrière          | 2  | - | 1 | - |
| 2.  | 20 janvier 1960   | Australie        | 8-16  | Test-match     | Demi d'ouverture | -  | - | - | - |
| 3.  | 6 mars 1960       | Grande-Bretagne  | 20-18 | Test-match     | Demi d'ouverture | -  | - | - | - |
| 4.  | 11 juin 1960      | Australie        | 8-8   | Test-match     | Demi d'ouverture | -  | - | - | - |
| 5.  | 2 juillet 1960    | Australie        | 6-56  | Test-match     | Demi d'ouverture | -  | - | - | - |
| 6.  | 16 juillet 1960   | Australie        | 7-5   | Test-match     | Centre           | 4  | - | 2 | - |
| 7.  | 23 juillet 1960   | Nouvelle-Zélande | 2-9   | Test-match     | Centre           | -  | - | - | - |
| 8.  | 6 août 1960       | Nouvelle-Zélande | 3-9   | Test-match     | Centre           | -  | - | - | - |
| 9.  | 24 septembre 1960 | Australie        | 12-13 | Coupe du monde | Centre           | -  | - | - | - |
| 10. | 1er octobre 1960  | Grande-Bretagne  | 7-33  | Coupe du monde | Centre           | -  | - | - | - |
| 11. | 8 octobre 1960    | Nouvelle-Zélande | 0-9   | Coupe du monde | Centre           | -  | - | - | - |
| 12. | 13 octobre 1960   | Nouvelle-Zélande | 22-11 | Test-match     | Centre           | -  | - | - | - |
| 13. | 16 octobre 1960   | Nouvelle-Zélande | 25-18 | Test-match     | Centre           | -  | - | - | - |
| 14. | 11 décembre 1960  | Grande-Bretagne  | 10-21 | Test-match     | Demi d'ouverture | -  | - | - | - |
| 15. | 28 janvier 1961   | Grande-Bretagne  | 8-27  | Test-match     | Centre           | -  | - | - | - |
| 16. | 11 novembre 1961  | Nouvelle-Zélande | 6-6   | Test-match     | Centre           | 3  | 1 | - | - |
| 17. | 19 novembre 1961  | Nouvelle-Zélande | 2-23  | Test-match     | Ailier           | -  | - | - | - |
| 18. | 9 décembre 1961   | Nouvelle-Zélande | 5-5   | Test-match     | Centre           | -  | - | - | - |
| 19. | 17 février 1962   | Grande-Bretagne  | 20-15 | Test-match     | Centre           | 3  | 1 | - | - |
| 20. | 11 mars 1962      | Grande-Bretagne  | 23-13 | Test-match     | Centre           | -  | - | - | - |
| 21. | 17 novembre 1962  | Angleterre       | 6-18  | Test-match     | Centre           | -  | - | - | - |
| 22. | 2 décembre 1962   | Grande-Bretagne  | 17-12 | Test-match     | Centre           | 3  | 1 | - | - |
| 23. | 17 février 1963   | Pays de Galles   | 23-3  | Test-match     | Demi d'ouverture | 9  | 1 | 3 | - |
| 24. | 3 avril 1962      | Grande-Bretagne  | 4-42  | Test-match     | Demi d'ouverture | -  | - | - | - |
| 25. | 8 décembre 1963   | Australie        | 8-5   | Test-match     | Centre           | -  | - | - | - |
| 26. | 22 décembre 1963  | Australie        | 9-21  | Test-match     | Centre           | -  | - | - | - |
| 27. | 8 mars 1964       | Grande-Bretagne  | 5-11  | Test-match     | Centre           | -  | - | - | - |
| 28. | 18 mars 1964      | Grande-Bretagne  | 0-39  | Test-match     | Demi d'ouverture | -  | - | - | - |
| 29. | 13 juin 1964      | Australie        | 6-20  | Test-match     | Centre           | 6  | - | 3 | - |
| 30. | 4 juillet 1964    | Australie        | 2-27  | Test-match     | Centre           | -  | - | - | - |
| 31. | 18 juillet 1964   | Australie        | 9-35  | Test-match     | Centre           | 6  | - | 3 | - |
| 32. | 25 juillet 1964   | Nouvelle-Zélande | 16-24 | Test-match     | Centre           | 10 | 2 | 2 | - |
| 33. | 1er août 1964     | Nouvelle-Zélande | 8-18  | Test-match     | Centre           | -  | - | - | - |
| 34. | 28 novembre 1965  | Nouvelle-Zélande | 6-2   | Test-match     | Centre           | -  | - | - | - |
| 35. | 12 décembre 1965  | Nouvelle-Zélande | 28-5  | Test-match     | Centre           | 3  | 1 | - | - |
| 36. | 16 janvier 1966   | Grande-Bretagne  | 18-13 | Test-match     | Centre           | -  | - | - | - |
| 37. | 5 mars 1966       | Grande-Bretagne  | 8-4   | Test-match     | Centre           | 2  | - | 1 | - |
| 38. | 22 janvier 1967   | Grande-Bretagne  | 13-16 | Test-match     | Centre           | -  | - | - | - |
| 39. | 17 décembre 1967  | Australie        | 7-7   | Test-match     | Demi d'ouverture | -  | - | - | - |
| 40. | 7 janvier 1968    | Australie        | 16-13 | Test-match     | Arrière          | -  | - | - | - |
| 41. | 11 février 1968   | Grande-Bretagne  | 13-22 | Test-match     | Arrière          | 4  | - | 2 | - |
| 42. | 2 mars 1968       | Grande-Bretagne  | 8-19  | Test-match     | Arrière          | -  | - | - | - |
| 43. | 30 novembre 1968  | Grande-Bretagne  | 10-34 | Test-match     | Centre           | -  | - | - | - |
| 44. | 2 février 1969    | Grande-Bretagne  | 13-9  | Test-match     | Centre           | 3  | 1 | - | - |
| 45. | 9 mars 1969       | Pays de Galles   | 17-13 | Test-match     | Centre           | -  | - | - | - |
| 46. | 23 octobre 1969   | Pays de Galles   | 8-2   | Coupe d'Europe | Centre           | -  | - | - | - |
| 47. | 25 janvier 1970   | Pays de Galles   | 11-15 | Coupe d'Europe | Centre           | 2  | - | - | 1 |

#### Statistiques
| Saison    | Saison        | Championnat           | Championnat | Coupe           | Coupe      | Sélection | Sélection | Sélection | Sélection | Sélection | Sélection | Sélection |
| Saison    | Saison        | Comp.                 | Class.      | Comp.           | Class.     | Comp.     | M         | Pts       | Ess.      | Buts      | Dp.       |           |
| --------- | ------------- | --------------------- | ----------- | --------------- | ---------- | --------- | --------- | --------- | --------- | --------- | --------- | --------- |
| 1959-1960 | RC Roanne     | Championnat de France | Champion    | Coupe de France | 1/4 finale |           | 8         | 6         | 0         | 3         | 0         |           |
| 1960-1961 | RC Roanne     | Championnat de France | Finaliste   | Coupe de France | 1/2 finale | CM        | 5         | 0         | 0         | 0         | 0         |           |
| 1961-1962 | RC Roanne     | Championnat de France | 1/4 finale  | Coupe de France | Vainqueur  |           | 5         | 6         | 2         | 0         | 0         |           |
| 1962-1963 | Saint-Gaudens | Championnat de France | Finaliste   | Coupe de France | 1/2 finale |           | 4         | 12        | 2         | 3         | 0         |           |
| 1963-1964 | XIII Catalan  | Championnat de France | 1/2 finale  | Coupe de France | 1/2 finale |           | 9         | 22        | 2         | 8         | 0         |           |
| 1964-1965 | XIII Catalan  | Championnat de France | 1/2 finale  | Coupe de France | 1/4 finale |           |           |           |           |           |           |           |
| 1965-1966 | XIII Catalan  | Championnat de France | 2e tour     | Coupe de France | 1/8 finale |           | 4         | 5         | 1         | 1         | 0         |           |
| 1966-1967 | XIII Catalan  | Championnat de France | Barrages    | Coupe de France | Finaliste  |           | 1         | 0         | 0         | 0         | 0         |           |
| 1967-1968 | XIII Catalan  | Championnat de France | 1/4 finale  | Coupe de France | 1/8 finale |           | 4         | 4         | 0         | 2         | 0         |           |
| 1968-1969 | XIII Catalan  | Championnat de France | Champion    | Coupe de France | Vainqueur  |           | 3         | 2         | 0         | 1         | 0         |           |
| 1969-1970 | XIII Catalan  | Championnat de France | Finaliste   | Coupe de France | 1/2 finale | CE        | 2         | 2         | 0         | 0         | 1         |           |
| 1970-1971 | XIII Catalan  | Championnat de France | Barrages    | Coupe de France | 1/8 finale |           |           |           |           |           |           |           |
| 1971-1972 | XIII Catalan  | Championnat de France | 9e          | Coupe de France | 1/8 finale |           |           |           |           |           |           |           |